# Enders Colsman AG
Enders Colsman AG — німецьке підприємство, виробник та постачальник штампованих виробів з листового металу. Під маркою Enders компанія також розробляє та виготовляє газові грилі, газові вуличні обігрівачі, електричні інфрачервоні обігрівачі, товари для кемпінгу, а також інше обладнання, призначене для професійного і побутового використання.

## Історія
У 1883 році слюсар-майстер Аугуст Ендерс втілив в життя свою заповітну мрію та створив невелику ковальську майстерню. Він взяв собі на службу силу вод річки Рамедебах, яка обертала водяні колеса та приводила в дію ковальські молоти й міхи ковальського горну. У 1910 році, Аугуст Ендерс пішов з життя. Підприємство зросло до 350 працівників. За участю Аугуста Адамі та А. Паульманна відбулася реорганізація підприємства у товариство з обмеженою відповідальністю, а згодом, у 1923 році, в акціонерне товариство. На початку Першої світової війни трудовий колектив підприємства зріс вже вдвічі.
Під час Другої світової війни, окрім елементів внутрішнього оздоблення приміщень, велосипедних ліхтарів та товарів для кемпінгу, компанія «August Enders AG» також виробляла предмети військового призначення. Внаслідок чого виробничі потужності підприємства було оголошено ціллю для бомбардувальників Антигітлерівської коаліції. Починаючи з 1955 року, компанія виробляє бензинові примуси, призначені для застосування у похідних умовах. Примуси постачалися також у Бундесвер.
24 вересня 2004 року на підставі договору про злиття від 30 серпня 2004 року відбулося злиття з «Colsman+ Co GmbH», в результаті чого компанія отримала свою сучасну назву «Enders Colsman AG». 
Продукція компанії експортується в країни Європи та Північної Америки. З метою підвищення конкурентоспроможності у 2006 році були створені виробничі потужності в Китаї. Офіційний представник в Україні: Enders-Україна [Архівовано 11 березня 2022 у Wayback Machine.].
У 2012 році компанія «Enders Colsman AG» брала участь у виставці “Barbecue Expo-2012”, що проходила в Москві.